# 夏侯审
夏侯审（8世纪—800年），唐代诗人，大曆十才子之一。或误作夏侯审封。

## 生平
生年不詳。祖父沁州司马赠给事中夏侯逸，父相州临河县主簿赠吏部尚书夏侯封。
建中元年（780年）“军谋越众”科登第，授校书郎。
后迁参军，宁国丞等职。贞元年间官侍御史，官终库部郎中。赠司空。

## 文学成就
李嘉祐称其“袖中多丽句”。
《全唐诗》僅存其詩一首。

## 家庭

### 妻
- 赵郡太君李氏（766年—853年8月28日）

### 子女
- 夏侯汶，非李氏所出，早亡
- 夏侯敏（781年生），非李氏所出
  - 夏侯高阳
  - 夏侯洙
- 夏侯敬，李氏所出
- 夏侯孜，李氏所出
- 夏侯敖
  - 夏侯藻
- 长女，非李氏所出，嫁彭城刘渐
- 次女，李氏所出，早夭
- 三女夏侯玫（789年—865年11月9日），李氏所出，嫁崔贞道
- 四女，李氏所出，嫁太原王玄贞
- 幼女，李氏所出，嫁河间邢瑗